# TER Aquitaine
A TER Aquitaine egy regionális vasúthálózat Franciaországban, az Aquitania régióban.

## TER hálózat

### Vasút

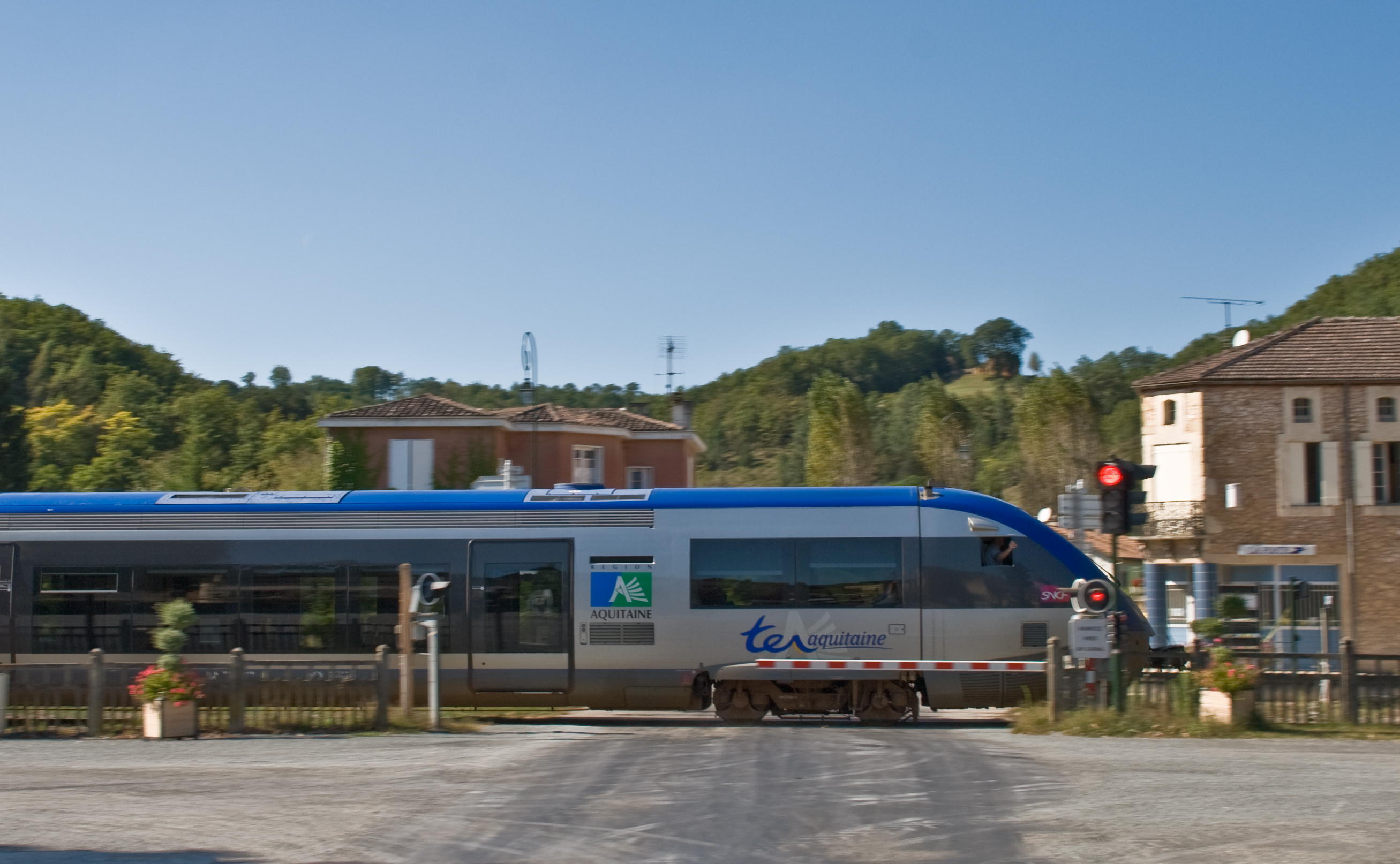
TER vonat Sauveterre-nél, Lot-et-Garonne

| Járat                                   | Útvonal | Gyakoriság | Megjegyzés |
| --------------------------------------- | --- | --- | ---------- |
| 16                                      | Bordeaux-Saint-Jean - Cenon - Bassens† - La Gorp† - Saint-Loubès† - Saint-Sulpice-Izon† - Vayres† - Libourne - Saint-Denis-de-Pile† - Coutras - Les Églisottes - Saint-Aigulin-La-Roche-Chalais - Chalais - Montmoreau - Angoulême | 2x naponta Bordeaux–Angoulême felé, 1x naponta Coutras–Angoulême, several additional services between Bordeaux and Coutras |            |
| 17                                      | Bordeaux-Saint-Jean ... Saintes | |            |
| 24                                      | Bordeaux-Saint-Jean - Cenon - Libourne - Coutras - Saint-Médard-de-Guizières† - Saint-Seurin-sur-l'Isle† - Montpon-Ménestérol - Mussidan - Douzillac† - Neuvic† - Saint-Léon-sur-l’Isle† - Saint-Astier - Razac† - La Cave† - Marsac† - Périgueux | 13x naponta, some trains continue to Limoges (see TER Limousin line 4) or Brive-la-Gaillarde (lásd 25-ös vonal)            |            |
| 25                                      | Périgueux - Niversac† - Saint-Pierre-de-Chignac† - Milhac-d’Auberoche† - Limeyrat† - Thenon - La Bachellerie† - Condat-Le Lardin - Terrasson - La Rivière-de-Mansac† - Larche† - Brive-la-Gaillarde | 12x per day, some trains continue to Bordeaux (see line 24)                                                                |            |
| 26                                      | Bordeaux-Saint-Jean - Cenon - Libourne - Saint-Emilion - Castillon - Lamothe-Montravel† - Velines† - Saint-Antoine-de-Breuilh† - Sainte-Foy-la-Grande - Gardonne† - Lamonzie-Saint-Martin† - Bergerac - Couze† - Lalinde - Mauzac† - Trémolat - Le Buisson - Siorac-en-Périgord† - Saint-Cyprien - Sarlat-la-Canéda                                                | 6x per day Bordeaux–Sarlat-la-Canéda, 5x per day Bordeaux–Bergerac, 1x per day Libourne–Bergerac                           |            |
| 32                                      | Bordeaux-Saint-Jean - Biganos-Facture -Arcachon | |            |
| 33                                      | Bordeaux-Saint-Jean ... Pauillac ... Le Verdon-sur-Mer | |            |
| 40                                      | Bordeaux-Saint-Jean ... Mont-de-Marsan | |            |
| 47                                      | Bordeaux-Saint-Jean - Bègles† - Villenave-d'Ornon† - Cadaujac† - Saint-Médard-d’Eyrans† - Beautiran† - Portets† - Arbanats† - Podensac† - Cérons† - Barsac† - Preignac† - Langon - Saint-Macaire† - Saint-Pierre-d’Aurillac† - Caudrot† - Gironde† - La Réole - Lamothe-Landerron† - Sainte-Bazeille† - Marmande - Tonneins - Aiguillon - Port-Sainte-Marie - Agen | 10x per day Bordeaux–Agen, 2x per day Bordeaux–Marmande, 7x per day Bordeaux–Langon, 1x per day Marmande–Agen              |            |
| 48                                      | Périgueux - Périgueux-Saint-Georges† - Niversac - Les Versannes† - Mauzens-Miremont† - Les Eyzies - Le Bugue - Le Buisson - Siorac-en-Périgord - Belvès - Villefranche-du-Périgord - Sauveterre-la-Lémance† - Monsempron-Libos - Trentels-Ladignac† - Penne-d’Agenais - Laroque-Timbaut† - Pont-du-Casse† - Agen                                                   | 4x per day Périgueux–Agen, 2x per day Périgueux–Le Buisson, 4x per day Monsempron-Libos–Agen                               |            |
| 61                                      | Bordeaux-Saint-Jean - Pessac - Biganos-Facture - Ychoux† - Labouheyre† - Morcenx - Dax - Saubusse-les-Bains† - Saint-Geours-de-Maremne† - Saint-Vincent-de-Tyrosse - Bénesse-Maremne† - Labenne† - Ondres† - Boucau† - Bayonne - Biarritz - Guéthary† - Saint-Jean-de-Luz-Ciboure - Les Deux-Jumeaux† - Hendaye                                                    | 5x per day Bordeaux–Hendaye, 9x per day Dax–Hendaye, 1x per day Bayonne–Hendaye                                            |            |
| 62                                      | Bayonne - Villefranque† - Ustaritz - Jatxou† - Halsou-Larressore† - Cambo-les-Bains - Itxassou† - Louhossoa† - Pont-Noblia-Bidarray - Ossès-Saint-Martin-d’Arrossa - Saint-Jean-Pied-de-Port | 3x naponta |            |
| 63                                      | Pau - La Croix du Prince - Gan - Buzy - Ogeu-les-Bains - Oloron-Sainte-Marie | 8x naponta |            |
| 64                                      | Bordeaux-Saint-Jean - Pessac - Biganos-Facture - Ychoux† - Labouheyre† - Morcenx - Dax - Puyoô - Orthez - Artix - Pau | 4x per day Bordeaux–Pau, 3x per day Bordeaux–Dax, 4x per day Dax–Pau                                                       |            |
| 65                                      | Bayonne - Urt† - Peyrehorade - Puyoô - Orthez - Artix† - Pau - Assat† - Coarraze-Nay - Montaut-Bétharram† - Saint-Pé-de-Bigorre† - Lourdes - Ossun† - Tarbes | 2x per day Bayonne–Tarbes, 2x per day Bayonne–Pau                                                                          |            |
| † Nem minden vonat áll meg az állomáson | | |            |

### Közút
- Agen - Villeneuve-sur-Lot
- Ossès - Saint-Étienne-de-Baïgorry
- Dax - Mauléon
- Bordeaux - Pauillac - Le Verdon
- Mont-de-Marsan - Hagetmau
- Mont-de-Marsan - Marmande
- Mont-de-Marsan - Agen
- Buzy - Artouste
- Oloron-Sainte-Marie - Canfranc
- Dax - Mont-de-Marsan - Tarbes

## Állomások listája
Ez a lista az állomásokat sorolja fel ábécé sorrendben.

## Járművek

### Motorvonatok
- SNCF Z 5300 sorozat
- 26 SNCF Z 7300 sorozat
- 6 SNCF Z 21500 sorozat
- SNCF X 2200 sorozat
- SNCF X 2800 sorozat
- 12 SNCF X 72500 sorozat
- 12 SNCF X 73500 sorozat
- 14 SNCF B 81500 sorozat

### Mozdonyok
- SNCF BB 8500 sorozat
- SNCF BB 9300 sorozat
- SNCF BB 67400 sorozat